# Grumello del Monte
Grumello del Monte ist eine italienische Gemeinde (comune) mit 7546 Einwohnern (Stand 31. Dezember 2023) in der Provinz Bergamo, Region Lombardei.

## Geographie
Grumello del Monte liegt 15 km südöstlich der Provinzhauptstadt Bergamo und 60 km nordöstlich der Metropole Mailand.
Die Nachbargemeinden sind Carobbio degli Angeli, Castelli Calepio, Chiuduno, Gandosso, Palazzolo sull’Oglio (BS) und Telgate.

## Geschichte
Die Ursprünge der Gemeinde gehen bis auf die Zeit der Römer zurück. Der Ortsname stammt von dem lateinischen Wort "Grumus" - "Der Hügel".

## Sehenswürdigkeiten
- Die mittelalterliche Burg wurde um das 10. Jahrhundert gebaut und war im 14. Jahrhundert Residenz von Bartolomeo Colleoni.
- Pfarrkirche SS. Trinità (1720).
- Wallfahrtskirche Madonna del Buon Consiglio (15. Jahrhundert)
- Die Kirche San Pantaleone.

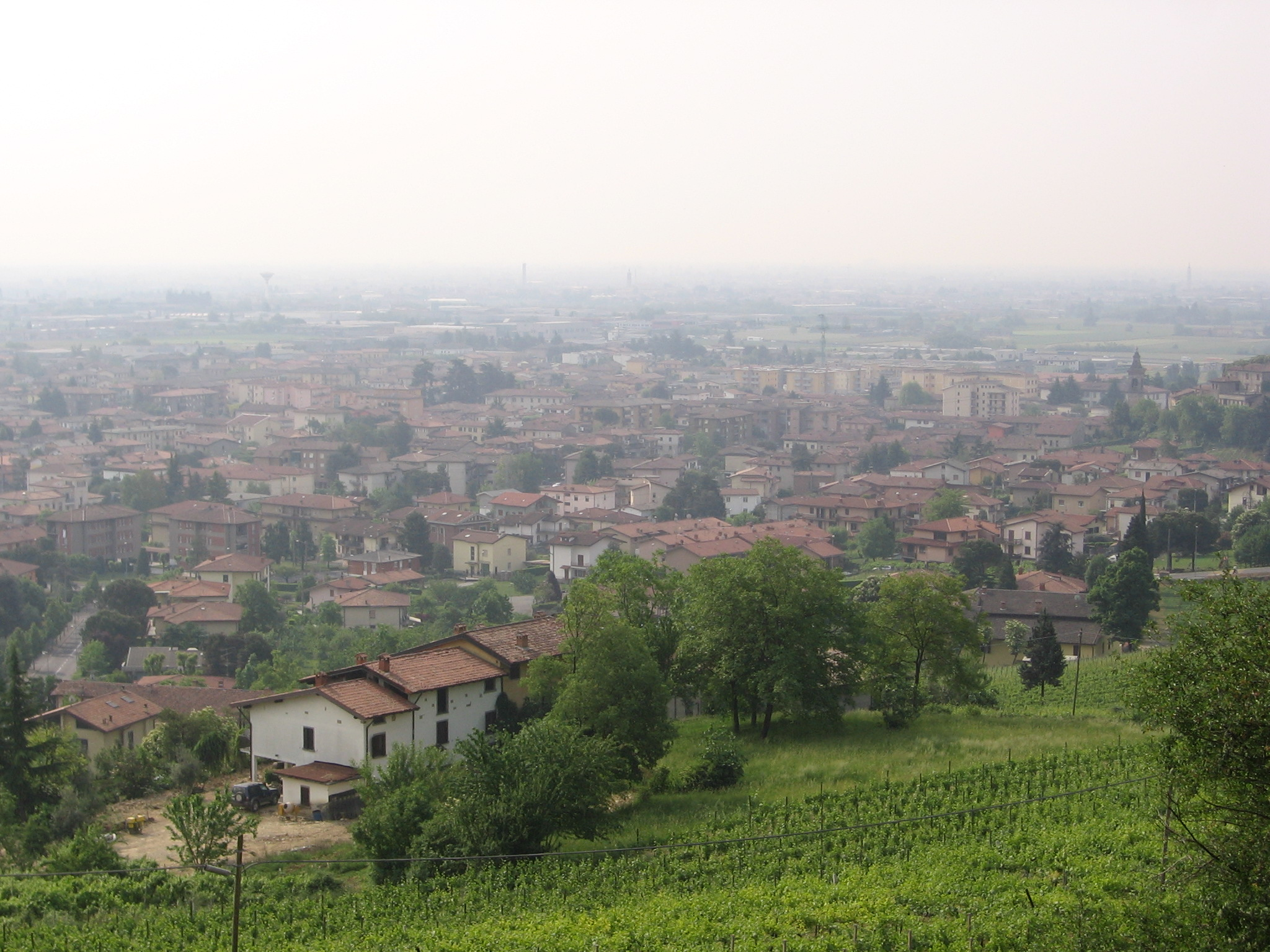
Grumello del Monte
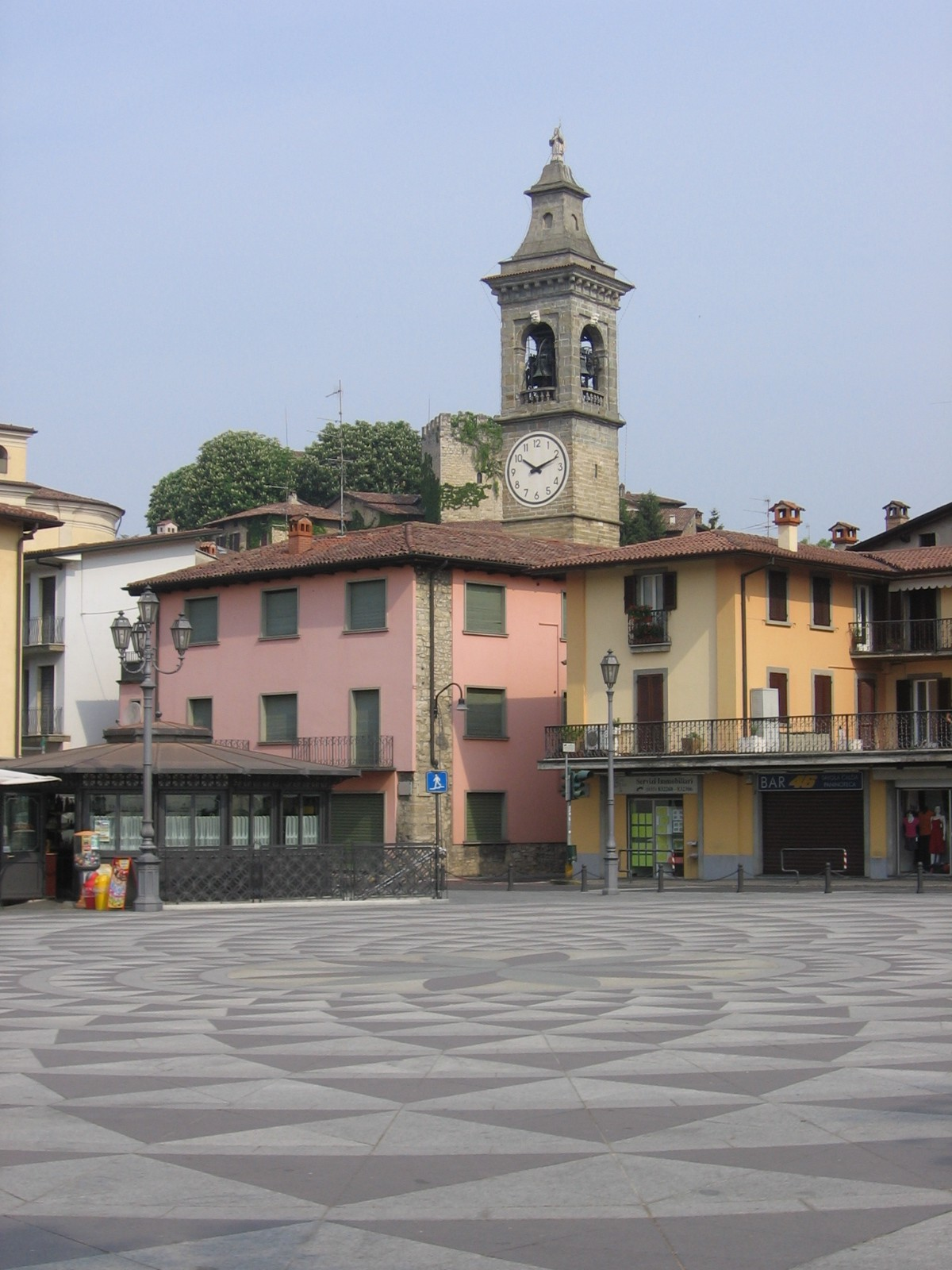
Piazza Gabriele Camozzi
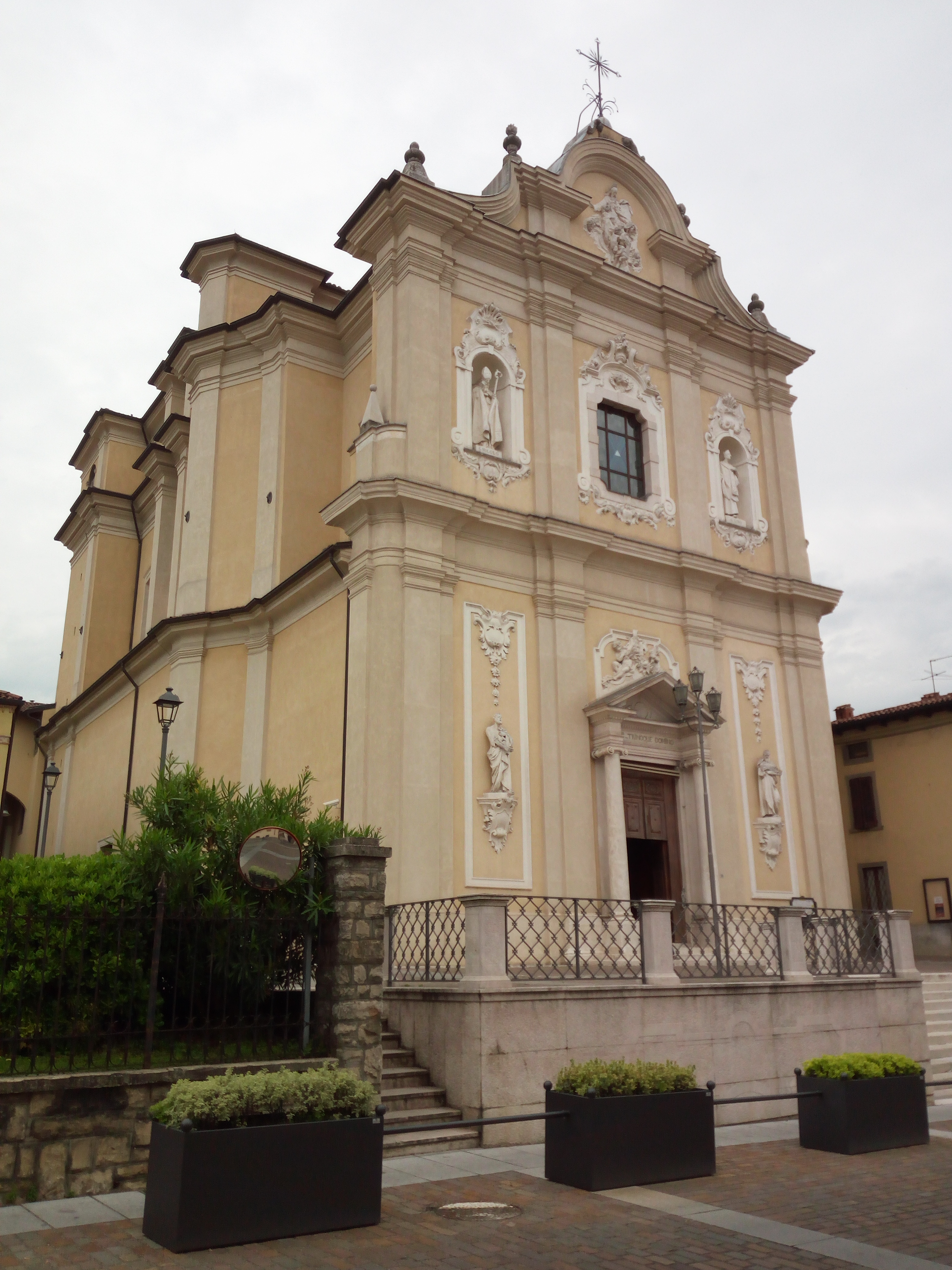
Pfarrkirche SS. Trinità

## Persönlichkeiten
- Bruna Forlati Tamaro (1894–1987), Archäologin und Denkmalpflegerin